# Ariens Award
De Ariens Award is een Nederlandse wetenschapsprijs die uitgereikt wordt op de FIGON Dutch Medicine days na afloop van de naar Everhardus Jacobus Ariëns vernoemde Ariëns-lezing. Deze lezing wordt sinds 1984 jaarlijks georganiseerd door de Dutch Pharmacological Society (Nederlandse Farmacologische Vereniging). Het eerste doel van de Dutch Pharmacological Society is het faciliteren van Nederlands onderzoek en onderwijs op het gebied van farmacologie. Het onderzoek bestrijkt het brede gebied van moleculen, via cellen, organen en organismen tot populaties. De vereniging wil nationale en internationale netwerken en samenwerkingsverbanden op deze gebieden stimuleren en faciliteren. Daarom ontwikkelt ze activiteiten die gericht zijn op het uitwisselen van kennis en methodologieën. Daarnaast heeft het als doel de zichtbaarheid van het vakgebied te bevorderen, zowel nationaal als internationaal.
Sprekers zijn eminente farmacologen met een sterke internationale oriëntatie en een focus op moleculaire farmacologie, in de geest van de nalatenschap van Ariëns.
Kandidaten worden genomineerd door leden van deze society en geselecteerd op:
- de kwantiteit en de wetenschappelijke kwaliteit van het werk van de kandidaat
- de focus op moleculaire interacties
- internationale oriëntatie van de kandidaat

Aan de Award was in 2007 een prijzengeld van 7.500 euro verbonden.